# Тищенко Вадим Миколайович (економіст)
Вадим Миколайович Тищенко (іноді Тіщенко; нар. 16 серпня 1938; Харків) — український учений, доктор економічних наук. Ректор приватного закладу вищої освіти — Харківського інституту економіки ринкових відносин і менеджменту.

## Життєпис
Вадим Тищенко народився 16 серпня 1938 у Харкові. Вищу освіту здобув у Харківському інженерно-економічному інституті, який закінчив зі спеціальністю інженер-економіст металургійного виробництва. Працював на Харківському турбінному заводі ім. Кірова, доки, за результатами конкурсу, не отримав посаду старшого наукового співробітника у лабораторії організації праці та заробітної платні Всесоюзного науково-дослідного інституту організації виробництва та праці чорної металургії (ВНДІОчормет). Пізніше очолив в інституті групу лабораторії наукової організації праці та управління виробництвом та головував радою молодих учених інституту.
У 1974 році захистив кандидатську дисертацію за темою «Пути повышения производительности труда и совершенствование методов оценки уровня организации мартеновского производства». Через три роки став завідувачем відділу економіки праці, а ще через п'ять років - заступником директора дослідницького інституту. Також працював у Харківському відділі Вищої школи профспілкового руху, де обіймав посади доцента, професора, завідувача кафедрою та проректора закладу. 1994 році здобув науковий ступінь доктора економічних наук.
У 1992 році заснував і очолив Харківський інститут економіки ринкових відносин і менеджменту. Також є президентом Народного академічного комплексу.
Науковою роботою Вадим Тищенко займається з 1966 року. Сфера його наукових інтересів враховує економіку ринкових відносин, менеджмент, маркетинг, кількісну оцінку рівня організації та управління. Постійно займається вдосконаленням організації та методології навчально-виховного процесу. Станом на 2004 рік, опублікував близько двохсот наукових праць загалом обсягом у 697,2 друкованих аркушів, зокрема підручники, монографії та книги з результатами власних наукових досліджень. Наукові статті та інтерв'ю з Тищенка друкували в таких виданнях: «Металлург»,  «Социалистический труд», «Экономическая газета», «Стратегія економічного розвитку України», «Фінанси України», «Персонал». Також, він брав участь у редагуванні збірок тез доповідей Міжвузівських науково-практичних інтернет-конференцій, які проводив ХІНЕМ.
За свої наукові досягнення нагороджувався золотою та срібними медалями ВДНГ. Дійсний член Міжнародної кадрової академії.

## Науковий доробок
- Тищенко, Вадим Николаевич. Пути повышения производительности труда и совершенствование методов оценки уровня организации мартеновского производства: автореф. дис. на соиск. учен. степени канд. экон. наук (08.00.05) / В.Н. Тищенко.- Днепропетровск, 1973 [на обл.: 1974].- 30 с.(рос.)
- Якість та ефективність навчання — мета нашого існування // Крізь терни…: Нариси становлення приватної вищої освіти в Україні — Харків : Народна українська академія, 2001. — С. 258—264.